# 포룸

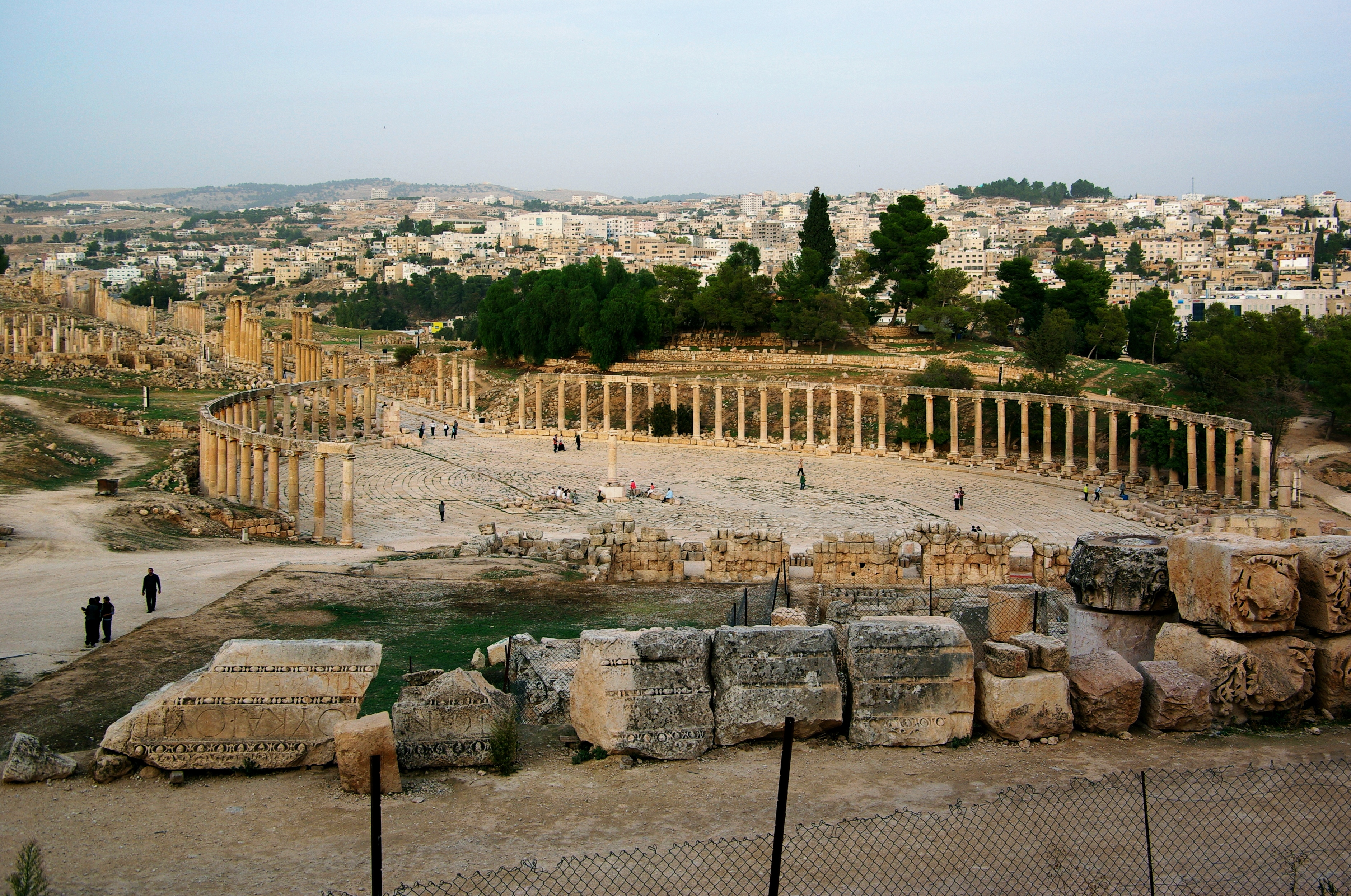
요르단에 위치한 제라시 포룸

포룸(라틴어: forum, "시장") 은 로마 제국 시대의 도시 중심에 위치했던 공공 복합장소를 말한다.
사실 포룸은 원래 시장의 기능만 하도록 했지만, 매일같이 사람들이 모여들면서 거대한 사회 및 소통 기능을 수행하기도 했고, 또한 일반적으로는 정치토론과 논쟁 장소, 만남 장소 등등 다른 용도로도 쓰이는 것이 보통이었다. 한마디로 포룸은 고대 그리스의 아고라와 비슷한 역할을 했다. 로마 제국 시대에는 다음과 같이 제국 곳곳에 포룸을 설치하기도 했다.
- 빌립보의 포룸
- 메리다의 지방 포룸과 포룸
- 타라고나의 포룸
- 폼페이의 포룸

이후 이탈리아에서는 포룸을 발전시킨 피아자가 많이 지어졌고, 이는 다시 광장이나 플라자로 발전하였다.

## 포룸의 종류

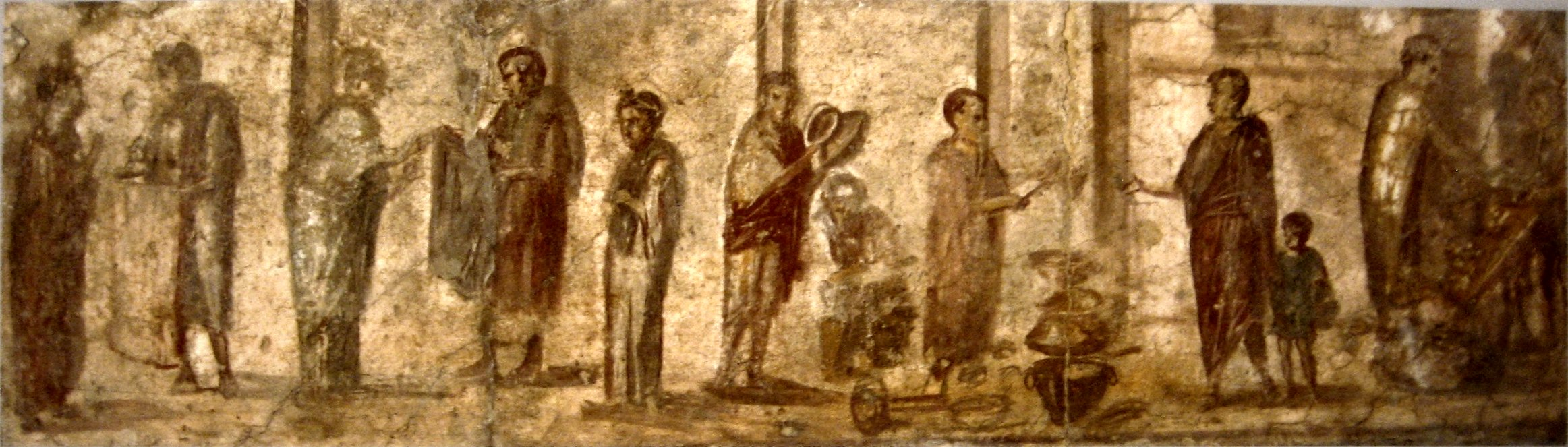
폼페이 유적에서 발견된 붐비는 시장을 그린 벽화

- 바실리카
- 로마 신전

## 포룸과 비슷한 공공장소
- 아고라
- 피아자
- 플라자
- 광장
- 관청가

## 같이 보기
- 원형극장
- 포룸으로 향하던 길에서 일어난 재밌는 일 (en:A Funny Thing Happened on the Way to the Forum)
- 그리스식 히포드롬
- 키르쿠스 막시무스
- 로마 극장